# Добрата съпруга
„Добрата съпруга“ (на английски: The Good Wife) е американски сериал, съдебна драма, който започва излъчване на 22 септември 2009 г. по CBS. Създаден от съпрузите Робърт и Мишел Кинг. В главните роли са Джулиана Маргулис, Арчи Панджаби, Кристин Барански, Мат Зукри и Джош Чарлс, а актьорът Крис Нот има периодична роля. Освен семейство Кинг изпълнителни продуценти са братята Ридли и Тони Скот, Чарлс Макдугъл и Дейвид Зукър. „Добрата съпруга“ има 31 номинации за различни телевизионни награди. За ролята си на Алиша Флорик Маргулис има по една награда Еми, Златен глобус и на Гилдията на телевизионните актьори. Вторият сезон на сериала дебютира по CBS на 28 септември 2010 г. От септември 2011 г. започва и излъчването на трети сезон по CBS. На 11 май 2015 г. сериалът е подновен за седми сезон. На 7 февруари 2016 г. е обявено, че седмият сезон ще е последен, а последният епизод е излъчен на 8 май 2016 г.
На 19 февруари 2017 г. започва спиноф сериал, озаглавен „Добрата битка“, в който главната роля се изпълнява от Кристин Барански.

## Сюжет
Внимание:  Текстът по-долу разкрива сюжета на произведението (или части от него)!
„Добрата съпруга“ разказва историята на Алиша Флорик (Джулиана Маргулис), съпруга и майка, която се връща отново на работата си като адвокат, след като съпругът ѝ Питър Флорик (Крис Нот) е отстранен от длъжността главен прокурор на Чикаго след замесването му в корупция и секс скандал. Загърбвайки публичното унижение и личното огорчение Алиша взема нещата в ръце с надеждата да успее да възстанови репутацията на семейството си. Тя започва работа в адвокатската кантора „Стърн, Локхарт и Гарднър“ като адвокат-защитник.
През първия сезон Флорик е назначена на временна позиция в кантората, а за да бъде постоянно назначена трябва да убеди съдружниците, че се представя по-добре от другия младши сътрудник Кери Агос (Мат Зукри). В разрешаването на случаите фирмата използва услугите на Калинда Шарма (Арчи Панджаби), частен детектив с тъмно минало. По-голямата част от първия сезон на сериала Питър Флорик е в очакване на изхода от делото срещу него, докато не е окончателно оневинен. През това време Алиша разрешава редица трудни дела, чрез които постепенно трупа самоувереност и постепенно излиза от сянката на съпруга си. Шефът ѝ Уил Гарднър (Джош Чарлс) осъзнава, че изпитва силни чувства към Алиша, но не предприема нищо, за да спечели любовта ѝ.
Локхарт и Гарднър отстраняват партньора си Стърн, а през втория сезон към тях се присъединява нов сътрудник – Дерик Бонд. Между съдружниците възникват спорове за бъдещето на кантората. След оневиняването на Питър Флорик, той стартира кампания за преизбирането му на позицията чикагски главен прокурор. Негов основен конкурент в надпреварата са Глен Чайлдс (Тайтъс Уеливър), прокурор със съмнителен подход на действие извън съдебната зала, Уенди Скор-Кар (Аника Ноно Роуз), никому неизвестен дотогава адвокат ползваща се с подкрепата на висшестоящи лица от правосъдната система.

## Актьорски състав

### Главни персонажи
- Джулиана Маргулис – Алиша Флорик
- Мат Зукри – Кери Агос
- Арчи Панджаби – Калинда Шарма
- Греъм Филипс – Закари Флорик
- Макензи Вега – Грейс Флорик
- Джош Чарлс – Уил Гарднър
- Кристин Барански – Даян Локхарт
- Алън Къминг – Илай Голд
- Зак Грение – Дейвид Лий
- Матю Гуд – Фин Полмар
- Къш Джъмбо – Лука Куин
- Джефри Дийн Морган – Джейсън Круз

### Второстепенни персонажи
- Крис Нот – Питър Флорик
- Мери Бет Пейл – Джаки Флорик
- Тайтъс Уеливър – Глен Чайлдс
- Майкъл Или – Дерик Бонд
- Скот Портър – Блейк Каламар
- Аника Нони Роуз – Уенди Скот-Кар
- Майкъл Боутман – Джулиъс Кейн
- Джил Флинт – Лейна Дилейни

## Награди

### Награди на Гилдията на телевизионните актьори
- 2010 – Награда за най-добра женска роля в драма сериал (Джулиана Маргулис)
- 2010 – Номинация за най-добър актьорски състав в драма сериал (Актьорски състав)
- 2011 – Номинация за най-добра женска роля в драма сериал (Джулиана Маргулис)
- 2011 – Номинация за най-добър актьорски състав в драма сериал (Актьорски състав)

### Награда „Златен глобус“
- 2009 – Награда за най-добра главна женска роля в драма сериал (Джулиана Маргулис)
- 2010 – Номинация за най-добър драма сериал
- 2010 – Номинация за най-добра главна женска роля в драма сериал (Джулиана Маргулис)
- 2010 – Номинация за най-добра мъжка поддържаща роля в сериал, минисериал или телевизионен филм (Крис Нот)

### Награда „Еми“
- 2010 – Номинация за най-добър драма сериал
- 2010 – Номинация за най-добра главна женска роля в драма сериал (Джулиана Маргулис)
- 2010 – Номинация за най-добра поддържаща женска роля в драма сериал (Кристин Барански)
- 2010 – Награда за най-добра поддържаща женска роля в драма сериал (Арчи Панджаби)
- 2010 – Номинация за най-добро гост участие в драма сериал (Дилън Бейкър)
- 2010 – Номинация за най-добро гост участие в драма сериал (Алън Къминг)
- 2010 – Номинация за най-добър кастинг за драма сериал (Марк Сакс)
- 2010 – Номинация за най-добри костюми за драма сериал

### Награда на Гилдията на американските сценаристи
- 2009 – Номинация за най-добър нов сериал
- 2010 – Номинация за най-добър епизод в драма сериал („Boom“)

### Награда „Сателит“
- 2009 – Номинация за най-добър драма сериал
- 2009 – Номинация за най-добра актриса в драма сериал (Джулиана Маргулис)
- 2010 – Номинация за най-добър драма сериал
- 2010 – Номинация за най-добра актриса в драма сериал (Джулиана Маргулис)
- 2010 – Номинация за най-добър актьор в драма сериал (Джош Чарлс)
- 2010 – Номинация за най-добра женска поддържаща роля в сериал, минисериал или телевизионен филм (Арчи Панджаби)
- 2010 – Номинация за най-добра поддържаща мъжка роля в сериал, минисериал или телевизионен филм (Алън Къминг)

### Награда на публиката
- 2009 – Номинация за любима нова телевизионна драма
- 2010 – Номинация за любима телевизионна драма
- 2010 – Номинация за любима телевизионна актриса в драма сериал (Джулиана Маргулис)

### Награда на Асоциацията на телевизионните критици
- 2010 – Награда за особени постижения в драмата (Джулиана Маргулис)
- 2010 – Номинация за особени постижения в драмата („Добрата съпруга“)
- 2010 – Номинация за открояваща се нова телевизионна програма

## „Добрата съпруга“ в България
В България сериалът започва излъчване на 24 януари 2010 г. по Hallmark Channel, всеки петък от 20:00 по два епизода със субтитри на български.
На 28 януари 2011 г. започва по TV7 с разписание в сряда и четвъртък от 20:00. До 2014 г. са излъчени втори и трети сезон.
На 8 януари 2014 г. започва по Fox Life от сряда до петък от 20:00.
На 4 юни 2019 г. започва по Нова телевизия, всеки делник от 23:30. 28 октомври започва четвърти сезон и приключва на 27 ноември. На 28 ноември започва пети сезон и завършва на 2 януари 2020 г. На 3 януари започва шести сезон, който завършва на 3 февруари. На 4 февруари започва седми сезон и приключва на 4 март.
Дублажът е на Доли Медия Студио. Ролите се озвучават от артистите Елена Русалиева, Таня Димитрова, Татяна Захова, Илиян Пенев и Светозар Кокаланов.